# Bidgau

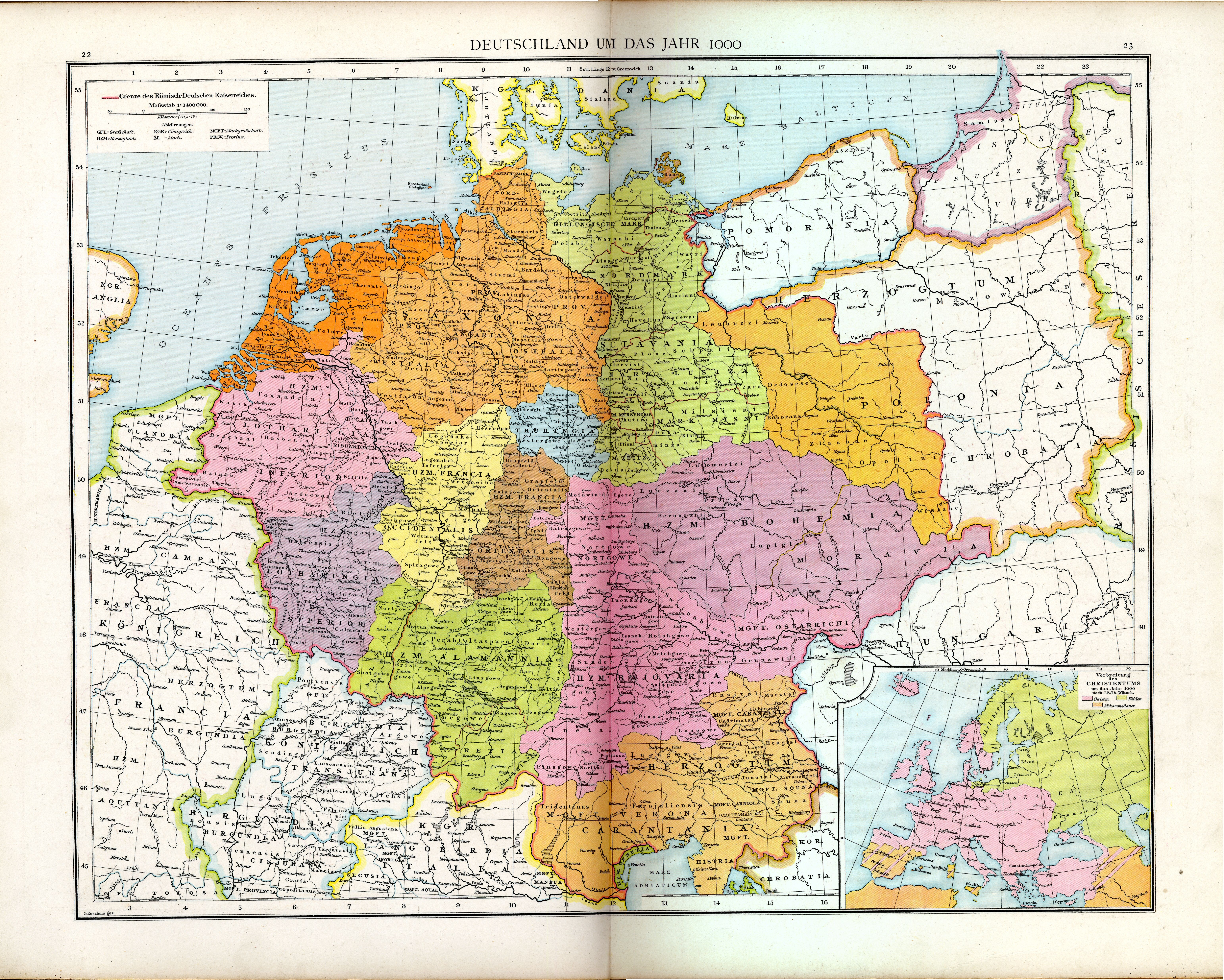
Die mittelalterlichen Gaue um 1000

Der Bidgau (dialektal Bekow) war ein fränkischer Gau, der ungefähr das Gebiet der heutigen Verbandsgemeinde Bitburg-Land und Verbandsgemeinde Irrel umfasste.
Die Franken teilten etwa ab dem 7. Jahrhundert ihr Land in Gaue ein. Der Bidgau wurde nach der Siedlung Beda vicus (heute Bitburg) benannt.
Der Bidgau wurde im Westen vom Ardennengau begrenzt.

## Orte im Bidgau
Baustert, Bitburg, Bollendorf, Dudeldorf, Dreis, Echternach, Eisenach, Fließem, Gonderange, Grevenmacher, Holsthum, Kenn, Klüsserath, Kröv, Kyllburg, Lasel, Longuich, Malberg, Malbergweich, Meckel, Mersch, Messerich, Metterich, Mettendorf, Newel, Oberweis, Peffingen, Prümzurlay, Rittersdorf, Schankweiler, Seffern, Sefferweich, Sinspelt, Speicher, Ürzig, Vianden, Waxweiler, Weiswampach, Wolsfeld.

## Gaugrafen
- Adalhard († um 877)
- Odocar († nach 890)
- Wigerich († vor 923), Graf im Bidgau.
- Gozlin († 948), Graf im Bidgau.
- Gottfried († 996), Graf im Bidgau
- Um 1050 endete die Würde des Gaugrafen.